# Terellia armeniaca
Terellia armeniaca
 es una especie de insecto del género Terellia de la familia Tephritidae del orden Diptera. 
Valery Korneyev la describió científicamente por primera vez en el año 1985.